# صبحى جرجس
صبحي جرجس (12 ديسمبر1929 -1 يناير 2023) هو فنان تشكيلي ونحات مصري حائز على جائزة الدولة التقديرية للفنون، كما حاز على ميدالية البينالي الدولي للرياضة البدنية في الفنون في إسبانيا عام 1973، والجائزة الأولى (عن فئة النحت) من بينالي الإسكندرية في دورته الـ 18 ثم جائزة لجنة التحكيم في بينالي القاهرة الدولي الخامس عام 1994.
درس صبحي جرجس الفن في إيطاليا، حيث حصل على دبلوم أكاديمية الفنون الجميلة في فلورنسا عام 1964، وقد عرف بمحاكاته لأسلوب النحات الإنجليزي هنري مور.